# Almnäs övnings- och skjutfält
Almnäs övnings- och skjutfält, även känt som Johannesdals övnings- och skjutfält, var ett militärt övnings- och skjutfält beläget cirka 3 km väster om Södertälje.

## Historik
Bakgrunden till att skjutfältet anlades var att Svea ingenjörregemente omlokaliserades från Frösundavik till Almnäs och att även Järva skjutfält skulle avvecklas, därmed behövdes också ett övnings- och skjutfält till regementet. Den 18 juli 1991 inträffade en tragisk dödsolycka längs Tvetavägen (länsväg 516) mellan Nykvarn och Tveta, där 18-årige Mikael Nilsson avled efter att ha träffats av förlupen kula från Almnäs övnings- och skjutfält. Mikael Nilsson, som själv var militär, var hemma på permission från Norrlands signalregemente och kom körandes österut på Tvetavägen när han träffades av en helmantlad 7,62-kula i tinningen som kom från en skjutövning som var i strid med gällande instruktioner, då en grupp värnpliktiga övade så kallad mejning med kulspruta, utan något bakomliggande skydd. Tre personer från Svea ingenjörregemente (en major, en fänrik och en sergeant) åtalades där tingsrätten fällde sergeanten för vållande till annans död medan majoren och fänriken fälldes för tjänstefel. Händelsen ledde till skärpta instruktioner vid skjutövningar, men har även gett upphov till mytbildningar inom försvaret. Genom försvarsbeslutet 1996 avvecklades regementet, från 1994 benämnt Svea ingenjörkår, den 31 december 1997. Förvaltningen av skjutfältet övergick 1998 därmed till Svea livgarde och från 2000 till Livgardet. Från 2004 upphörde den militära verksamheten vid övnings- och skjutfältet, dock så lämnades det inte förrän den 31 december 2005.

## Geografi
Övnings- och skjutfält som även inkluderade ett kasernetablissement omfattade drygt 1.400 hektar, varav omkring 985 hektar var beläget inom Södertälje stad och återstoden, omkring 415 hektar, inom Turinge distrikt, Nykvarns kommun. Övnings- och skjutfältet var beläget mellan två större sjöar, Måsnaren i nordost och Vällingen i sydväst. I områdets södra del finns en mindre, långsträckt sjö, Långsjön. I huvudsak öppen, småkuperad terräng finns i områdets nordöstra del i anslutning till gårdspartiet vid Almnäs gård samt, i mindre utsträckning, i sydväst mellan sjöarna Vällingen och Långsjön. I övrigt består området huvudsakligen av skogsmark.

## Verksamhet
Almnäs övnings- och skjutfält kom fram till 1997 att användas av förbanden i Almnäs garnison. Från 1998 användes övnings- och skjutfältet främst av Svenska utlandsstyrkan för övning med motoriserade och mekaniserade skytteförband, men även övningsmoment upp till ett skyttebataljon för internationell tjänstgöring. Även utbildning och övning av förband för frivilligförsvaret förekom.